# 深泽县
深泽县（“深泽”当地读“shēnzhai”）在河北省中部偏西，是石家庄市下辖的一个县，位于石家庄市东北，滹沱河下游。县人民政府驻深泽镇。
汉，除深泽侯国，置深泽县。1993年，石家庄地区与石家庄市合并，深泽县属之。近年来，先后荣获“全国信访工作示范县”、“人社部人社快办行动试点县”。
县城北部有一明朝时建筑“真武庙”，也叫“北极台”；城中央有一“红墙庙”就是“深泽文庙”。二者均为河北省文物保护单位。

## 历史沿革
西汉置南深泽县，治所在今河北深泽县深泽镇东南，在滹沱河南，属涿郡；东汉属安平国；曹魏属安平郡；西晋属博陵郡。北魏更名为深泽县，属博陵郡；北齐废置。隋开皇六年重设县，县治移于今址，属定州，大业年间定州改名博陵郡，隋末城陷；唐武德四年复立县，属定州，景福二年，改属祁州；宋金皆因袭之；元至元二年并入束鹿，三年重设，属保定路祁州；明属保定府祁州，清雍正十二年，改属定州直隶州。北洋政府时期属直隶省清河道，1928年后直属河北省，1949年后属河北省定县专区，1954年改属石家庄专区。

## 行政区划
深泽县下辖3个镇、3个乡：
深泽镇、铁杆镇、赵八镇、大桥头镇、白庄乡和留村乡。

## 地理
深泽县全境都位于海河冲积平原上，滹沱河自西向东，穿越全县达23千米，海拔在40米以下，是华北平原重要小麦产区。气候温和，年平均气温为14℃，1月份平均气温为-4℃，7月份为21.1℃。

## 人口
根據第七次人口普查數據，截至2020年11月1日零時，深澤縣常住人口為215806人。 汉族人口占99.9%，其余为回族、满族、蒙古族、壮族、土家族、朝鲜族等少数民族。
中国歌手范玮琪世居于此。

## 交通
- 230国道、 338国道过境。